# Venus (Lady Gaga-dal)
A Venus Lady Gaga amerikai énekesnő 2013-as Artpop című harmadik nagylemezének egyik dala. Szerzője és producere Lady Gaga volt, de részt vett a dalszerzésben Paul "DJ White Shadow" Blair, Madeon, Dino Zisis és Nick Monson is. A dalban felhasználtak egy részletet a Zombie Zombie francia elektropop együttes egyik számából, amely eredetileg Sun Ra 1966-os Interstellar Low Ways lemezére készült Rocker Number 9 
című szám feldolgozása volt. Ennek köszönhetően Sun Ra is a dal társdalszerzőjeként került feltüntetésre. Az eredetileg az Artpop album második kislemezének szánt Venust a Do What U Want című dal pozitív fogadtatása miatt végül csak az első promóciós kislemezként adták ki 2013. október 27-én az iTunes-on.
A műfajilag a szintipop és dance-pop kategóriákba sorolható Venus négy úgynevezett hook-kal rendelkezik, és Sandro Botticelli Vénusz születése című festményére találhatóak benne utalások. Gaga Madeonnal dolgozott a dalon, és számos dolog inspirálta őket, köztük főként Venus, a római szerelem istennője, a róla elnevezett Vénusz bolygó és a szexuális közösülés. Dalszövegében felsorolásra kerül a Naprendszer többi bolygója is. Steven Klein három borítót készített a kislemezhez: az egyiken Gaga fején egy skorpióval szerepel, a másodikon egy halott denevér látható, míg a harmadikon az énekesnő meztelenül tűnik fel, a válla fölé pedig egy nyitott kagylóhéjat szerkesztettek a képre, ami eltakarja az arca alsó részét. Eredetileg videóklipet is terveztek a dalhoz, azonban sosem került kiadásra. A számot végül felhasználták az album harmadik kislemezéhez, a G.U.Y.-hoz készült klip egyik részéhez.
Megjelenésekor a Venus vegyes fogadtatásban részesült a zenekritikusoktól. Fülbemászónak nevezték a dalt, azonban kritizálták dalszövegét, és előnyben részesítették a korábban kiadott Do What U Wantot. Világszerte közepes sikereket ért el a slágerlistákon, azonban első helyre került Magyarországon és Spanyolországban, míg az első tíz között volt Franciaországban és Olaszországban is. A dal a 32. helyen debütált a Billboard Hot 100-as listán, amely későbbi legjobb pozíciója is volt egyben. Gaga egy szuggesztív előadás keretében a Do What U Wanttal együtt lépett fel a The X Factor tizedik évadában, amely miatt sok panasz érkezett a műsort sugárzó csatornához és az Ofcom brit médiahatósághoz. Ezen kívül az énekesnő előadta a Venust többek közt a The Graham Norton Show-ban, az ArtRave promóciós eseményen valamint a 2014-es ArtRave: The Artpop Ball turnéján is.

## Háttér és elkészítés

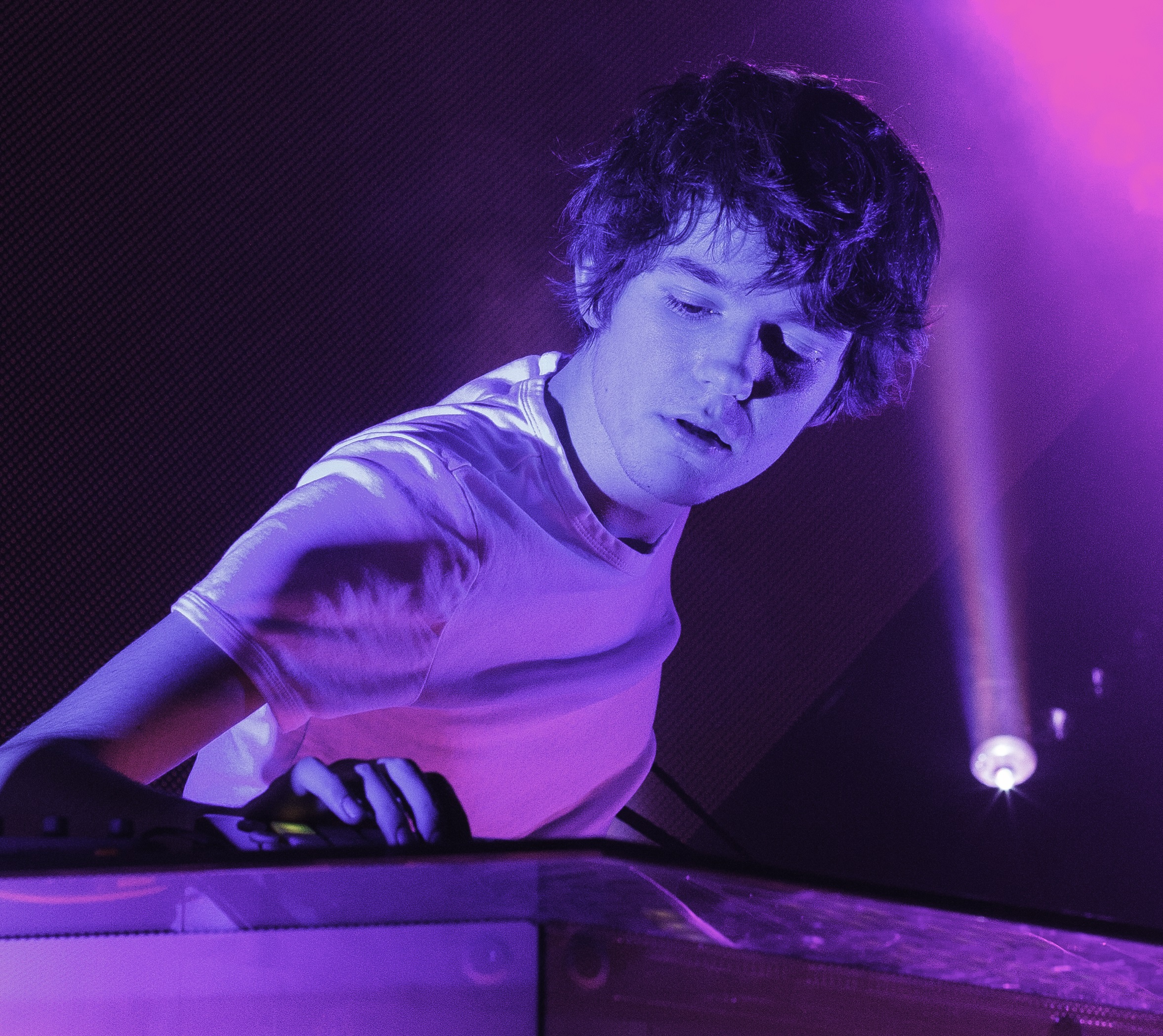
Madeon Lady Gagával együtt írta meg a Venust, és a dal társproducere is volt egyben.

Gaga harmadik stúdióalbumának, az Artpopnak a munkálatai nem sokkal a második nagylemezének, a Born This Way-nek (2011) a megjelenése után megkezdődtek, és a rákövetkező évre az album koncepciója „virágzani kezdett”, mikor Gaga megkezdte a közös munkát Fernando Garibay és DJ White Shadow producerekkel. Eközben az énekesnő a francia lemezlovas Madeonnal is stúdióba vonult. Számára ez volt az első alkalom, hogy szemtől-szemben együtt dolgozhatott egy énekessel. Az MTV News-nak adott interjújában elmondta: „Mindig is szerettem volna popelőadókkal dolgozni, és a listám első helyén Lady Gaga állt. Szóval mikor lehetőségem adódott ezt csinálni, nagyon örültem neki.” Mindketten nagyon tisztelték a másik munkásságát, Gaga is dicsérte Madeon produceri készségeit: „Olyan csodálatos. Ilyen fiatalon is olyannyira érti a zenét. Annyira önmagamra emlékeztet. Megszállott, nagyon megszállott a zenével.”
Madeon összesen három dalon dolgozott az Artpopon: a Venuson, a Mary Jane Hollanden és a Gypsy-n. A SiriusXM-mel készült interjújában az énekesnő megerősítette, hogy a Venus volt az első szám amit az Artpopra csináltak, amely így meghatározta az album többi részének hangulatát és hangzását. Gaga saját maga végezte a dal produceri munkáját, Madeon pedig társproducerként segédkezett az anyag elkészítésében. A dalt számos dolog inspirálta, így Venus, a római mitológiában a szerelem istennője, a róla elnevezett Vénusz bolygó és a szexuális közösülés. Az énekesnő a dallal kapcsolatban nyilatkozva elmondta:

„Szóval ez a dal a hitről szól, de arról is, hogy az ember megtalálja a hitet más helyeken, a túlvilágon, és a saját személyes tapasztalataim a szerelemmel olyanok voltak, amely miatt nagyon sokáig tartott ezt megtalálni. Szóval nagyon pszichedelikus, de igazán egy utazásra invitál. [...] Mondhatni sok különböző inspiráció hatott rám, így ez az egyfajta futurisztikus diszkó találkozik a 70-es évek végével, a dzsesszel és ezzel a nagyon nagyon érzelgős, mély groove-val [...] Ez a dal valójában a szexről szól, de a szexről a lehető leginkább mitológiai módon.”

## Felvételek és kompozíció

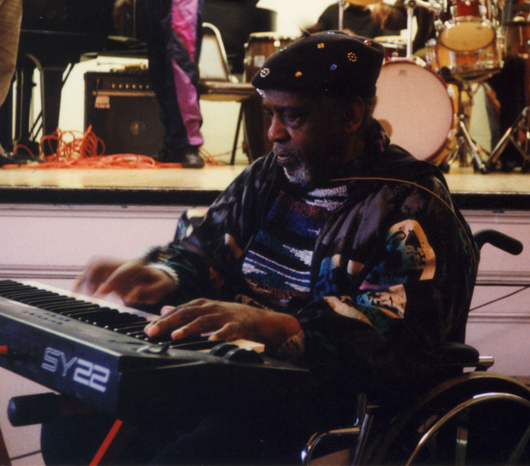
A Venusban felhasználtak egy részletet a Rocket Number 9-ból, ami a francia Zombie Zombie együttes feldolgozása, és eredetileg a képen látható Sun Ra dala.

Gaga minden szabadidejét az új dalok felvételére szánta, és általában már a Born This Way Ball koncertjeinek végét követően meg is kezdte a stúdiózást. Madeon elmondta: „Még így is minden mindent beleadott – még a demófelvételen is! Igazán lenyűgöző.” Madeon produceri munkája más volt az Artpopon mint a szokásos munkái, és segített a szám hangulatát egy balladából egy himnusszá változtatni, mégis megtartva az érzelmes és inspiráló aspektusát. A Venus producere és dalszerzője Gaga volt, illetve besegédkeztek a dalszerzésbe DJ White Shadow, Nick Monson és Dino Zisis. A dal tartalmaz egy részletet a francia elektropop páros Zombie Zombie által feldolgozott „Rocket Number 9” című dalból, amely eredetileg Sun Ra dzsesszzenész száma az 1966-os Interstellar Low Ways című albumáról. Ennek megfelelően Sun Ra is felsorolásra került a dalszerzők között.
A dal felvételét Dave Russell, Bill Malina és Ghazi Hourani a Record Plant Studiosban végezték, de további felvételek készültek még a Venushoz Benjamin 'Ben' Rice által a CRC Studios-ban is. Andrew Robertson és Daniel Zaidenstadt asszisztáltak a felvételeknél Rice-nak, míg Steve Faye segédkezett Malinának. A basszus zenei elrendezését Gaga Monsonnal csinálta, aki Madeonnal a szintihangokon is dolgozott, illetve további produceri munkákban is részt vett. Tim Stewart volt a felelős a Venusban elhangzó gitárjátékért. A hangkeverést Manny Marroquin a Larrabee North Studiosban készítette; további hangkeverés Chris Gallandhez és Delhert Bowershez fűződtek. Gene Grimaldi maszterelte a számot a kaliforniai Burbankben található Oasis Mastering Studiosban.
A Venus egy négy hookból álló szintipop és dance-pop dal. Gaga hangi előadásmódja David Bowie Ziggy Stardustos karakteréhez hasonlít, míg a dal szerkezete a Bananarama 1986-os szintén Venus című dalára emlékeztet. A Bowie-s verzék mellett van egy hook mikor az ütem felgyorsul (drop), aztán van egy hook a refrén előtti építkezésnél, és végül elér a dal a refrénhez. Mikor Bradley Stern a MuuMuse-tól a dalról írt ismertetőt, a refrént „totális pop eufóriának” nevezte, Gaga pedig a következőket énekli: „When you touch me I die just a little inside / I wonder if this could be love!” (Mikor megérintesz egy kicsit meghalok belül / Azon tűnődöm, hogy ez szerelem lehet-e). A dal F molban, 4/4-es ütemben íródott, és 122-es percenkénti leütésszámmal rendelkezik. Gaga hangterjedelme F3-tól E♭5-ig terjed, a szám akkordmenete pedig Em–D–Em–D az első verzében, G–D–Em–D a második hooknál, Em–A–Em–A a harmadik verzében és végül Em–G–D–C a refrénben.
A The New York Timestól Jon Pareles szerint egy „változatos, epizódikus táncparkett szám, amiben az énekesnő a szerelem istennőjeként mutatkozik be a Botticelli által [a Vénusz születésében] megfestett kagylóbikiniben”. A Venus dalszövegében űrtémájú, felsorolja a Naprendszer bolygóit, és utal a bolygó mitikus alakmására, Afroditéra, a görög mitológia szerelem istennőjére. Az Entertainment Weekly dalról készített írásában a földönkívüli témát Katy Perry E.T. című dalához hasonlították. John Walker az MTV News megjegyezte, hogy „Gaga futurisztikus báltermi műsorvezető pillanatában, amikor egyenesen a Párizs lángjaiból inspirálva kimondja azt a sort, hogy »Uranus!/ Don't you know my ass is famous!?« (Uránusz!/Nem tudod, hogy a seggem híres!?) Ez mondhatni a legnagyszerűbb változata a »Nem tudod, ki vagyok én!?« mondatnak, amit valaha hallottunk.”

## Megjelenés és borítók

Gagát Sandro Botticelli Vénusz születése című festménye inspirálta, amely megjelenik az Artpop borítóján is.

Gaga Twitterén keresztül közölte, hogy a Venus lesz az Artpop második kislemeze. Ennek ellenére 2013. október 22-én bejelentette, hogy az R. Kelly közreműködésével készült Do What U Want lesz a Venus helyett az album második kislemeze köszönhetően az iTuneson elért sikereinek. A Venus így az első promóciós kislemezként került kiadásra, amivel kapcsolatban Gaga Twitterén azt írta: „Ne aggódjatok szörnyek! Továbbra is azt tervezzük, hogy most hétfőn megjelenik a #Venus, pénteken pedig egy előzetes! ÉS MÉG MINDIG lesz saját videóklipje is.” Két dalelőzetest követően 2013. október 27-én jelent meg Vevo felhasználóján streaming formában, majd másnap megvásárolhatóvá vált az online zeneáruházakban is.
A megjelenés előtt Gaga három borítót is megosztott, amelyeket Steven Klein fényképezett. Az elsőn Gaga meztelenül jelenik meg, fején egy skorpiót egyensúlyozva, amelyet Marina Abramović előadóművész inspirált. A második képen szintén pucéran látható egy kebabbal a száján, míg a harmadikon egy halott denevér szerepel kiterülve a hátán. A Rap-Up egyik írója „meglepőnek” nevezte a borítókat, míg a Metróban azt írták, hogy a borítók csak újabb „fotók Lady Gagáról, ahogy valami különöset csinál”. John Walker az MTV News-tól nehéznek tartotta megérteni, hogy mi a borítók mögötti jelentéstartalom, ugyanakkor lenyűgözőnek találta őket. Amikor a dal megjelent a YouTube-on, egy újabb képet használtak az audióhoz, amelyen Gaga fémesen csillogó festékkel látható fején egy skorpióval.
Gaga bejelentette, hogy a Venus videóklipjét Ruth Hogben filmkészítő fogja rendezni, aki már korábban együtt dolgozott az énekesnővel a The Monster Ball Tour átvezető videóin, és ő készítette róla a fényképeket az Elle magazin 2013 októberi kiadásában. Végül azonban a klip sosem jelent meg. A dal egy rövidített változatát később felhasználták az Artpop harmadik kislemezéhez, a G.U.Y.-hoz készült videóklip teljes hosszúságú változatában. Akkor csendül fel, mikor Gaga belép a Hearst-kastélyba, majd belemerül a Neptunusz-medence vizébe. Ezt követően a The Real Housewives of Beverly Hills szereplői különböző hangszereken játszanak, miközben a Venus dalszövegére tátognak összeillő pink ruhákban.

## Kritikusi fogadtatás

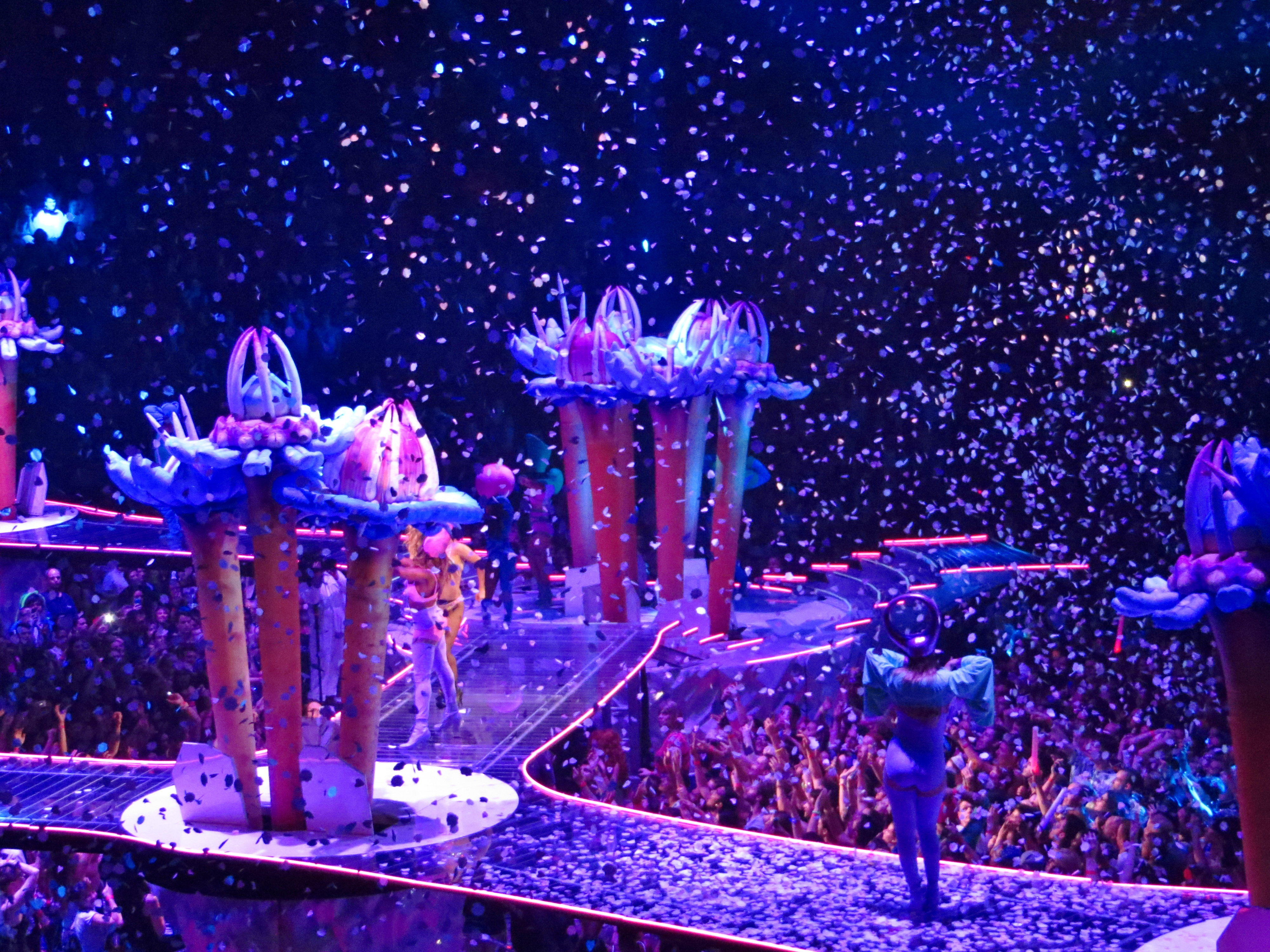
Az ArtRave: The Artpop Ball turnén a Venus előadása során felfújható virágok emelkedtek fel a színpad alól.

Megjelenésekor a Venus vegyes fogadtatásban részesült a zenekritikusoktól. Shirley Li az Entertainment Weekly-től pozitívan értékelte a dalt, és „fülbemászónak” nevezte. Lars Brandle a Billboardtól szintén pozitív kritikát adott a számnak, és kiemelte a „fülbemászó, rádióbarát refrénjét”. Philip Sherburne a Spin magazinban közölt kritikájában azt írta, hogy az Artpop a Venus-hoz érve „sokkal művészibbé” válik. A Los Angeles Timestól Mikael Wood szerint a „lüktető diszkópompás” hangzása „olyan érzetet kelt, mintha egy visszautalás lenne a Just Dance-es napjaira”. Ezenkívül „mondhatni szórakoztatónak” nevezte, de „aligha rendkívülinek”. Spencer Kornhaber a The Atlantic-ben kiemelte, hogy azzal, hogy a dal négy különböző refrénnel rendelkezik, ez a zenét „óriásivá” teszi. Christina Lee az Idolatorban megjelentetett pozitív kritikájában azt írta, hogy „a Venus nem veszteget egy pillanatot sem finomkodással vagy bármiféle árnyalással. A Venus egy ingaként egyik érzelmi végletből a másikba, egy kifejezéstelen hashtag rapből egy csillogó dance balladába vált át”. John Walker az MTV Buzzworthy-től azt írta a dalról, hogy „őrült, másvilági, alig értelmezhető, de mégis — értelmes!” Bradley Stern a MuuMuse-tól a Venust úgy írta le, hogy egy olyan szám, ami „éppen annyira furcsa, hülye, zavaros és fülbemászó, hogy működjön.” A refrént a Bad Romance-éhez hasonlította, majd hozzátette, hogy „nem számít, hogy Gaga mennyire fura lesz a zenéjével [...] mindig visszahozza egy tagadhatatlanul masszív pop refrénhez”.
Az Artpopról készült ismertetőjében Jerry Shriver a USA Today-től a Venust javasolta az olvasóknak az egyik dalnak, amit érdemes letölteni a lemezről. Rob Sheffield a Rolling Stone-tól 5-ből 3 csillagos értékelést adott a dalnak, és azt írta róla, hogy Gaga „űrdiszkó ódája a szex bolygójához még inkább Madonnás, mint amire számítanál, különösen olyan mint a Papa Don't Preach”. Philip Matusavage a MusicOMH-tól úgy vélte, hogy a dal egy próbálkozás arra, hogy valami „öntudatosan epikus” kerüljön létrehozásra, ehelyett azonban egy „összefüggéstelen zűrzavar” lett belőle. A Slant Magazine-től Sal Cinquemani azt írta, hogy a dal megerősíti, hogy az énekesnő tudja, hogyan írjon fülbemászó hookokat, de nem tudja mit kezdjen velük. Ugyanennél a magazinnál egy másik kritikában, amit Alexa Camp készített, a Venust egy „tréfás albumtölteléknek” nevezte értelmetlen dalszövegekkel, amitől úgy érezte, hogy „egy naprendszernyire van olyan slágerektől”, mint az énekesnő által korábban kiadott Telephone és Bad Romance. Michael Cragg a The Guardiantől úgy gondolta, hogy a Venus „nem elég jó” ahhoz, hogy „az album csengő metaforáinak súlyát képes legyen cipelni”, és szerinte a dal „szinte paródiaszerű”.

## Kereskedelmi fogadtatás
Az Egyesült Államokban a Venus a 32. helyen debütált a Billboard Hot 100-on 108 000 digitális eladással, amivel a 12. helyen tudott nyitni a Hot Digital Songs listán. A dal emellett az Artpop megjelenésének hetén a 13. helyen debütált a Hot Dance/Electronic Songson, és összesen 10 hétig tudott a slágerlistán maradni. A Venus ezen kívül a 19. pozícióban nyitott a Kanadai Hot 100 kislemezlistán, és csak egy hétig szerepelt rajta. A Venus közepes eredményeket ért el Óceánia térségében, így Ausztráliában 31., Új-Zélandon pedig a 20. helyre került. A dal legjobb helyezése a 37. volt a Billboard Japan Hot 100 listáján, és összesen két hétig volt rajta jelen. Dél-Koreában a negyedik helyen nyitott a KAON nemzetközi letöltési listáján 11 985 eladott példánnyal, és 2013 novemberéig összesen 21 016 digitális kópiát értékesítettek belőle.
Az Egyesült Királyságban a Venus nem szerepelhetett a kislemezlistán megjelenésekor, mivel az Official Charts Company csak független dalkiadványokat engedélyez rá felkerülni. Azokat a számokat, amelyek egy album előrendelésének részeként jelennek meg, azokat ingyenes letöltésnek tartja az OCC, amely így meggátolja a slágerlistás szereplést. Az Artpop megjelenését követően a Venusból 3174 példányt adtak el digitálisan függetlenül az albumtól, így a 76. helyen nyitott a brit kislemezlistán. Írországban a 13., míg Skóciában a 74. helyen debütált; mindkét területen későbbi legjobb helyezése is volt egyben. Európa-szerte a dal az első helyre került Magyarországon a Mahasz Single (track) Top 40 listáján és Spanyolországban, míg az első tízben volt a letöltési listákon Finnországban, Görögországban és Svédországban, illetve a fő kislemezlisták tekintetében Franciaországban és Olaszországban is. Ezzel a hetedik helyen debütált a Billboard Euro Digital Songs listáján.

## Élő előadások

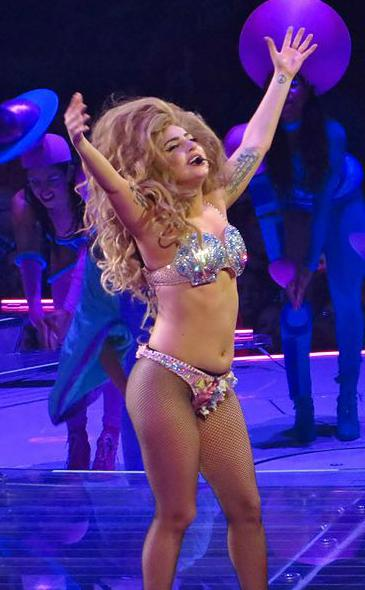
Gaga kagylóhéj bikiniben és óriási parókában adta elő a Venust az ArtRave: The Artpop Ballon

Gaga első alkalommal 2013. október 26-án adta elő a Venust a londoni G-A-Y éjszakai klubban, amely során meztelenre vetkőzött, és ezzel nagy médiavisszhangot váltott ki. Másnap Do What U Want című dalával együtt énekelte el a Venus-t a The X Factor brit változatának tizedik évadában, ahol melleit kagylók takarták. Az előadás végén az énekesnő levette addig viselt szőke parókáját, és elkezdte énekelni a Do What U Want-ot. Gaga rövid ideig a zongorához ült, és akusztikusan adta elő a számot, majd a hangszer tetejére mászott. A fellépést sugárzó ITV csatorna, illetve az Office of Communictions (Ofcom) brit médiahatóság megközelítőleg 260 panaszt kapott az előadást illetően Gaga ruhája és a szuggesztív dalszöveg miatt. A műsort az este 9 órai úgynevezett „vízválasztó” (watershed) előtt vetítették. A csatorna egyik szóvivője nyilatkozatot tett közzé, amelyben elmondta, hogy nem gondolják úgy, hogy illetlen lett volna az előadás. Az Ofcom azt nyilatkozta, hogy ki fogják értékelni a panaszokat, és az eredmények alapján fognak vizsgálódni.
Két héttel később Gaga előadta a Venust és a Do What U Wantot a The Graham Norton Show-ban, amelyet 2013. november 8-án mutattak be. Az énekesnő mezítláb jelent meg, és a The X Factoros fellépéséhez hasonlóan szőke parókában és kagylóbikiniben lépett színpadra. Kirsty McCormack a Daily Express-től ezzel kapcsolatban megjegyezte, hogy Gaga kinézete a Vénusz születése festményhez hasonlatos volt. A Venust legközelebb 2013. november 10-én, a Brooklyn Navy Yard-on helyet kapott ArtRave koncerten adta elő a főszínpadon, egy róla mintázot Jeff Koons szobor mellett. Gaga az előadás előtt bejelentette a közönségnek, hogy „egy új dimenzióba fognak kilőni”, majd egy három szintes forgó színpadra lépett.
A Lady Gaga and the Muppets' Holiday Spectacular nyitányában Gaga előadta a számot a Mupetekkel együtt, akik háttérénekesnek szolgáltak. Az énekesnő testszínű kagylót, strassz melltartót és alsóneműt viselt, haját feltupírozva hordta és septum piercingje volt. Gaga elénekelte a dalt a japán SMAP×SMAP című show-műsorban is 2013. november 28-án. A Venus felkerült a 2014-es ArtRave: The Artpop Ball című turnéjának számlistájára is. Hatalmas parókában és kagylóhéj bikiniben adta elő a számot, miközben egy Gibson Flying V gitáron játszott. A dal performansza során 15 óriási, felfújható virág emelkedett fel a színpad alól, hogy ezzel egy kertet hozzon létre. A Rolling Stone-tól Rob Sheffield szerint „Gaga a Venust kagylóhéj bikiniben és egy olyan parókában adta elő, ami Raquel Welch-et idézte fel az Egymillió évvel ezelőttből, miközben a táncosok szomorú kis fehér ruhákat viseltek, amiktől úgy néztek ki, mint amikor Woody Allen és Christopher Guest spermákat alakítottak az Amit tudni akarsz a szexről…-ben”. 2017-ben Gaga előadta a dalt a Coachella-völgyi Zenei és Művészeti Fesztiválon.

## Közreműködők és menedzsment
Menedzsment
- Felvételek: Record Plant Studios, Hollywood, Kalifornia and CRC Studios, Chicago (Illinois)
- Hangkeverés: Larrabee North Sudios, North Hollywood, Kalifornia és Popcultur Studios, Párizs, Franciaország
- Maszterelés: Oasis Mastering Studios, Burbank, Kalifornia
- Stefani Germanotta P/K/A Lady Gaga (BMI) Sony ATV Songs LLC/House of Gaga Publishing, LLC/GloJoe Music Inc. (BMI), Maxwell and Carter Publishing, LLC (ASCAP).

Közreműködők
- Lady Gaga – dalszerzés, fő vokál, producer, gitár, zongora
- Madeon – dalszerzés, producer, hangkeverés
- Paul "DJ White Shadow" Blair – dalszerzés
- Dave Russell – felvételek
- Benjamin Rice – felvételek
- Bill Malina – felvételek
- Ghazi Hourani – felvételek
- Daniel Zaidenstadt – felvételi asszisztens
- Andrew Robertson – felvételi asszisztens
- Steve Faye – felvételi asszisztens
- Manny Marroquin – hangkeverés
- Chris Gallant – hangkeverési asszisztens
- Delhert Bowers – hangkeverési asszisztens
- Tim Stewart – gitár
- Ivy Skoff – felek közötti szerződés ügyintézése
- Gene Grimaldi – maszterelés

A következő közreműködők listája az Artpop albumon CD-füzetkéjében található.

## Slágerlistás helyezések
| Slágerlista (2013)                        | Legjobb helyezés |
| ----------------------------------------- | ---------------- |
| Ausztrália (ARIA)                         | 31               |
| Ausztria (Ö3 Austria Top 40)              | 36               |
| Belgium (Ultratop 50 Flanders)            | 22               |
| Belgium (Ultratop 50 Wallonia)            | 11               |
| Kanada (Canadian Hot 100)                 | 19               |
| Dánia (Tracklisten Top 40)                | 23               |
| Euro Digital Songs (Billboard)            | 7                |
| Finnország (Latauslista)                  | 3                |
| Franciaország (Single Top 100)            | 9                |
| Németország (Media Control Charts)        | 35               |
| Görög digitális lista (Billboard)         | 2                |
| Magyarország (Single Top 40)              | 1                |
| Írország (IRMA)                           | 13               |
| Olaszország (FIMI)                        | 7                |
| Japán (Billboard Japan Hot 100)           | 37               |
| Hollandia (Single Top 100)                | 30               |
| Új-Zéland (Recorded Music NZ)             | 20               |
| Portugál digitális lista (Billboard)      | 8                |
| Skócia (Scottish Singles Top 40)          | 74               |
| Dél-korai nemzetközi letöltések (GAON)    | 4                |
| Spanyolország (PROMUSICAE)                | 1                |
| Sweden (DigiListan)                       | 7                |
| Svájc (Schweizer Hitparade)               | 18               |
| Egyesült Királyság (UK Singles Chart)     | 76               |
| US Billboard Hot 100                      | 32               |
| US Hot Dance/Electronic Songs (Billboard) | 13               |

## Fordítás
- Ez a szócikk részben vagy egészben  a   Venus (Lady Gaga song) című angol Wikipédia-szócikk fordításán alapul.  Az eredeti cikk szerkesztőit annak laptörténete sorolja fel. Ez a jelzés csupán a megfogalmazás eredetét és a szerzői jogokat jelzi, nem szolgál a cikkben szereplő információk forrásmegjelöléseként.